# Dräcktjärnen, Dalarna
Dräcktjärnen är en sjö i Gagnefs kommun i Dalarna och ingår i Dalälvens huvudavrinningsområde.